# Lait meringué
Le lait meringué (en espagnol leche merengada, en catalan llet merengada) est une boisson typique de la gastronomie espagnole à base de lait et de blanc d'œuf, sucré et aromatisé à la cannelle. Il est servi froid, partiellement glacé, avec une texture proche à celle de la neige. En Espagne, elle est généralement produite par les glaciers.

## Caractéristiques

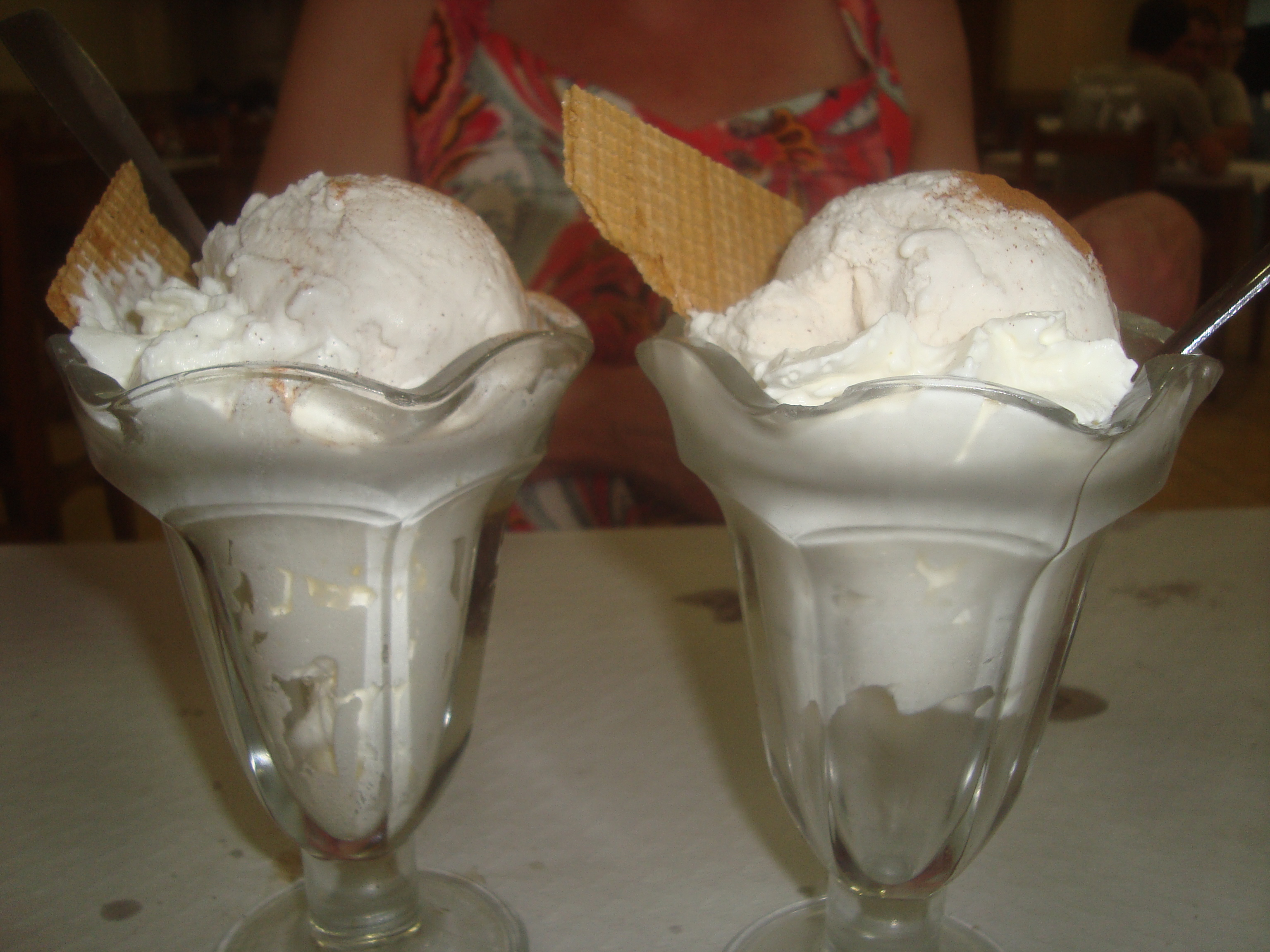
Coupes de glace de lait meringué.

Il s'agit de lait battu avec un oeuf et sucré. La recette classique est à base de blanc d'oeuf, de sucre, de cannelle, et parfois de citron ou de vanille Certaines recettes mentionnent une petite dose de sel. Le mélange est battu par un batteur électrique, mis au congélateur afin d'obtenir une texture semi-glacée qui rappelle la neige. 
Le lait meringué est servi de diverses manières, certains cuisiniers y ajoutent par exemple quelques gouttes de café. Il peut être servi comme dessert après un repas, comme goûter ou simplement une boisson l'été.

## Origine
Le sucre et la cannelle, typiques de la cuisine catalane, sont d'origine arabe, et il est possible que ce soit aussi le cas de la boisson elle-même. La combinaison de lait, de cannelle, d'agrume et de peau de citron a probablement une filiation juive ou arabe. Dans les pays catalans, le binôme cannelle-agrume (orange ou citron) est devenu un classique des préparations sucrées, notamment la crème catalane, les préparations lactées, mais aussi certaines salades.
L'origine de la recette est médiévale, la boisson est décrite dans le livre médiéval catalan du XIVe siècle Speculum al foder.